# Personages uit Super Smash Bros.
Dit is een lijst van personages uit de computerspelserie Super Smash Bros. van Nintendo, gelanceerd in 1999. De spellen bevatten een groot aantal computerspelpersonages uit verschillende franchises. Er zijn meer dan 80 speelbare personages in de serie, meestal afkomstig van Nintendo-franchises, maar ook met een aantal third-party. Er zijn ook andere niet-spelerpersonages die de vorm aannemen van vijanden, bazen en power-ups.

## Speelbare personages
Elk spel in de serie heeft een aantal speelbare personages, ook wel "vechters" (fighters) genoemd, die voornamelijk afkomstig zijn uit Nintendo-franchises. Er zijn in totaal 89 vechters in de serie. Beginnend met Super Smash Bros. Brawl, begonnen personages uit niet-Nintendo-franchises speelbare verschijningen te maken, en vanaf Super Smash Bros. voor 3DS en Wii U kregen bepaalde personages alternatieve kostuums die alternatieve geslachtsvarianten of volledig verschillende personages zouden vertegenwoordigen. Aan het begin van elk spel worden sommige vechters uitgesloten van het spel als verborgen vechter. Om een verborgen vechter te ontgrendelen, moeten spelers bepaalde voorwaarden voltooien en de vechter in een match verslaan.
In Super Smash Bros. voor 3DS en Wii U en Super Smash Bros. Ultimate kunnen spelers hun eigen Mii-vechters maken die kunnen worden aangepast met drie verschillende vechtstijlen (Brawler, Swordfighter en Gunner) en kostuumstukken die zijn ontgrendeld via gameplay of gekocht als downloadbare inhoud. Verscheidene van deze kostuums zijn gebaseerd op personages en franchises die niet anders zijn weergegeven, zoals Sans uit Undertale, Cuphead uit Cuphead, Vault Boy uit Fallout, Altaïr uit Assassin's Creed, Travis Touchdown uit No More Heroes, Dante uit Devil May Cry, Shantae uit Shantae, Dragonborn uit The Elder Scrolls V: Skyrim en Doom Slayer uit Doom.
Alle games bevatten vechters die hun bewegingen en vaardigheden grotendeels delen met een andere vechter op het raster, maar met kleine verschillen in hun presentatie en gameplay. In Super Smash Bros. Melee waren al deze personages, volgens de Japanse website bekend als "model swap-personages", ontgrendelbaar, maar werden onderscheiden van andere ontgrendelbare personages doordat hun raster werd toegevoegd naast het personage waarop ze waren baseert, in plaats van het invullen van een van de tijdelijke aanduidingen onder aan het selectiescherm. In Ultimate werden verschillende van deze personages officieel bestempeld als "Echo Fighters". Ze hebben een optie om naast of binnen het personageraster te worden weergegeven waarop ze zijn gebaseerd.
| Fighter          | N64 | Melee | Brawl | Voor 3DS/Wii U | Ultimate     | Franchises              |
| ---------------- | --- | ----- | ----- | -------------- | ------------ | ----------------------- |
| Banjo & Kazooie  | N   | N     | N     | N              | DLC          | Banjo-Kazooie           |
| Bayonetta        | N   | N     | N     | DLC            | N            | Bayonetta               |
| Bowser           | N   | N     | N     | N              | N            | Mario                   |
| Bowser Jr.       | N   | N     | N     | N              | N            | Mario                   |
| Byleth           | N   | N     | N     | N              | DLC          | Fire Emblem             |
| Captain Falcon   | N   | N     | N     | N              | N            | F-Zero                  |
| Charizard        | N   | N     | N     | N              | N            | Pokémon                 |
| Chrom            | N   | N     | N     | N              | N            | Fire Emblem             |
| Cloud            | N   | N     | N     | DLC            | N            | Final Fantasy           |
| Corrin           | N   | N     | N     | DLC            | N            | Fire Emblem             |
| Daisy            | N   | N     | N     | N              | N            | Mario                   |
| Dark Pit         | N   | N     | N     | N              | N            | Kid Icarus              |
| Dark Samus       | N   | N     | N     | N              | N            | Metroid                 |
| Diddy Kong       | N   | N     | N     | N              | N            | Donkey Kong             |
| Donkey Kong      | N   | N     | N     | N              | N            | Donkey Kong             |
| Dr. Mario        | N   | N     | N     | N              | N            | Mario                   |
| Duck Hunt        | N   | N     | N     | N              | N            | Duck Hunt               |
| Falco            | N   | N     | N     | N              | N            | Star Fox                |
| Fox              | N   | N     | N     | N              | N            | Star Fox                |
| Ganondorf        | N   | N     | N     | N              | N            | The Legend of Zelda     |
| Greninja         | N   | N     | N     | N              | N            | Pokémon                 |
| Hero             | N   | N     | N     | N              | DLC          | Dragon Quest            |
| Ice Climbers     | N   | N     | N     | N              | N            | Ice Climber             |
| Ike              | N   | N     | N     | N              | N            | Fire Emblem             |
| Incineroar       | N   | N     | N     | N              | N            | Pokémon                 |
| Inkling          | N   | N     | N     | N              | N            | Splatoon                |
| Isabelle         | N   | N     | N     | N              | N            | Animal Crossing         |
| Ivysaur          | N   | N     | N     | N              | N            | Pokémon                 |
| Jigglypuff       | N   | N     | N     | N              | N            | Pokémon                 |
| Joker            | N   | N     | N     | N              | DLC          | Persona                 |
| Kazuya           | N   | N     | N     | N              | DLC          | Tekken                  |
| Ken              | N   | N     | N     | N              | N            | Street Fighter          |
| King Dedede      | N   | N     | N     | N              | N            | Kirby                   |
| King K. Rool     | N   | N     | N     | N              | N            | Donkey Kong             |
| Kirby            | N   | N     | N     | N              | N            | Kirby                   |
| Link             | N   | N     | N     | N              | N            | The Legend of Zelda     |
| Little Mac       | N   | N     | N     | N              | N            | Punch-Out!!             |
| Lucario          | N   | N     | N     | N              | N            | Pokémon                 |
| Lucas            | N   | N     | N     | DLC            | N            | EarthBound              |
| Lucina           | N   | N     | N     | N              | N            | Fire Emblem             |
| Luigi            | N   | N     | N     | N              | N            | Mario                   |
| Mario            | N   | N     | N     | N              | N            | Mario                   |
| Marth            | N   | N     | N     | N              | N            | Fire Emblem             |
| Mega Man         | N   | N     | N     | N              | N            | Mega Man                |
| Meta Knight      | N   | N     | N     | N              | N            | Kirby                   |
| Mewtwo           | N   | N     | N     | DLC            | N            | Pokémon                 |
| Mii Brawler      | N   | N     | N     | N              | N            | Mii                     |
| Mii Gunner       | N   | N     | N     | N              | N            | Mii                     |
| Mii Swordfighter | N   | N     | N     | N              | N            | Mii                     |
| Min Min          | N   | N     | N     | N              | DLC          | Arms                    |
| Mr. Game & Watch | N   | N     | N     | N              | N            | Game & Watch            |
| Mythra           | N   | N     | N     | N              | DLC          | Xenoblade Chronicles    |
| Ness             | N   | N     | N     | N              | N            | EarthBound              |
| Olimar           | N   | N     | N     | N              | N            | Pikmin                  |
| Pac-Man          | N   | N     | N     | N              | N            | Pac-Man                 |
| Palutena         | N   | N     | N     | N              | N            | Kid Icarus              |
| Peach            | N   | N     | N     | N              | N            | Mario                   |
| Pichu            | N   | N     | N     | N              | N            | Pokémon                 |
| Pikachu          | N   | N     | N     | N              | N            | Pokémon                 |
| Piranha Plant    | N   | N     | N     | N              | DLC          | Mario                   |
| Pit              | N   | N     | N     | N              | N            | Kid Icarus              |
| Pyra             | N   | N     | N     | N              | DLC          | Xenoblade Chronicles    |
| Richter          | N   | N     | N     | N              | N            | Castlevania             |
| Ridley           | N   | N     | N     | N              | N            | Metroid                 |
| R.O.B.           | N   | N     | N     | N              | N            | R.O.B.                  |
| Robin            | N   | N     | N     | N              | N            | Fire Emblem             |
| Rosalina & Luma  | N   | N     | N     | N              | N            | Mario                   |
| Roy              | N   | N     | N     | DLC            | N            | Fire Emblem             |
| Ryu              | N   | N     | N     | DLC            | N            | Street Fighter          |
| Samus            | N   | N     | N     | N              | N            | Metroid                 |
| Sephiroth        | N   | N     | N     | N              | DLC          | Final Fantasy           |
| Sheik            | N   | N     | N     | N              | N            | The Legend of Zelda     |
| Shulk            | N   | N     | N     | N              | N            | Xenoblade Chronicles    |
| Simon            | N   | N     | N     | N              | N            | Castlevania             |
| Snake            | N   | N     | N     | N              | N            | Metal Gear              |
| Sonic            | N   | N     | N     | N              | N            | Sonic the Hedgehog      |
| Sora             | N   | N     | N     | N              | DLC          | Kingdom Hearts          |
| Squirtle         | N   | N     | N     | N              | N            | Pokémon                 |
| Steve            | N   | N     | N     | N              | DLC          | Minecraft               |
| Terry            | N   | N     | N     | N              | DLC          | Fatal Fury              |
| Toon Link        | N   | N     | N     | N              | N            | The Legend of Zelda     |
| Villager         | N   | N     | N     | N              | N            | Animal Crossing         |
| Wario            | N   | N     | N     | N              | N            | Wario                   |
| Wii Fit Trainer  | N   | N     | N     | N              | N            | Wii Fit                 |
| Wolf             | N   | N     | N     | N              | N            | Star Fox                |
| Yoshi            | N   | N     | N     | N              | N            | Yoshi                   |
| Young Link       | N   | N     | N     | N              | N            | The Legend of Zelda     |
| Zelda            | N   | N     | N     | N              | N            | The Legend of Zelda     |
| Zero Suit Samus  | N   | N     | N     | N              | N            | Metroid                 |
| Totaal:          | 12  | 26    | 39    | 51 (+7 DLC)    | 76 (+13 DLC) | 40 verschillende series |

## Niet-speelbare personages
Naast de selectie van speelbare vechters, verschijnen verschillende niet-speelbare personages als oproepbare items via "Assist Trophies" of Pokéballs, als achtergrondgevaren, vijanden, verzamelobjecten of bazen in de modi voor één speler. Hoewel sommige speciaal zijn gemaakt voor gebruik in de Super Smash Bros.-serie, komen de meeste uit gevestigde gamefranchises, zoals de speelbare personages.

### Oproepbare personages
Bepaalde items in de Super Smash Bros.-serie kunnen worden gebruikt om tijdelijk andere personages voor de strijd op te roepen. De eerste hiervan, de Pokéball, werd geïntroduceerd in het originele Super Smash Bros.-spel. Het kan worden gegooid om tijdelijk een willekeurige Pokémon op te roepen, die een van zijn kenmerkende vaardigheden zal uitvoeren om tegenstanders aan te vallen of het gevecht op andere manieren te beïnvloeden. Elke Super Smash Bros.-game heeft een andere set Pokémon die uit Pokéballs kan verschijnen, hoewel sommige, zoals Snorlax en Goldeen, in meerdere delen zijn verschenen.
Een ander item, de Assist Trophy, is toegevoegd in Super Smash Bros. Brawl en werkt op dezelfde manier als de Pokéball. Spelers die een Assist Trophy oppakken, roepen een willekeurig personage op uit een van de verschillende gamefranchises, waardoor ze zich met tegenstanders bemoeien. Beschikbare personages variëren tussen games en variëren van ondersteunende leden van reeds vertegenwoordigde franchises, zoals Super Mario's Waluigi en Star Fox's Andross, tot minder bekende personages zoals de Sheriff, Dr. Kawashima uit Brain Age en Isaac uit Golden Sun. Sommige hulptrofeeën, waaronder Little Mac, Dark Samus en Isabelle, zijn in latere delen als speelbare vechters verschenen. Er zijn ook hulptrofeeën op basis van personages van third-party franchises, zoals Bomberman en Shovel Knight.

### Bazen
In de Super Smash Bros.-serie hebben de meeste modi voor één speler verschillende niet-speelbare eindbazen. Sommige van deze bazen zijn speciaal gemaakt voor de Super Smash Bros.-franchise.
Master Hand is een handschoenachtig wezen dat tot nu toe in alle games voorkomt en dient als de eindbaas van de klassieke modus (Classic Mode) en, in Super Smash Bros. Melee, de 50e evenementgevecht "Final Destination Match". In Melee is Master Hand speelbaar via een systeemfout. Hij is ook speelbaar in Ultimate's verhaalmodus als aan bepaalde vereisten wordt voldaan. Super Smash Bros. Melee introduceerde een linkerhand als tegenhanger van Master Hand genaamd Crazy Hand, die onder bepaalde voorwaarden naast hem verschijnt in alle volgende games. Super Smash Bros. voor 3DS en Wii U heeft een nieuwe vorm, Master Core, een vormveranderende massa zwarte deeltjes die na hun nederlaag uit Master Hand en Crazy Hand tevoorschijn komen. Master Hand en Crazy Hand hebben gastoptredens gemaakt buiten de Super Smash Bros.-serie, waaronder als bazen in Kirby & the Amazing Mirror in 2004.
Super Smash Bros. Melee introduceerde Giga Bowser, een grotere en monsterlijkere versie van Bowser die kon worden bevochten in het 51e evenementgevecht, "The Showdown", en als een geheime laatste tegenstander in de Adventure-modus van de game onder bepaalde voorwaarden. Giga Bowser gebruikt dezelfde vaardigheden als Bowser, maar is veel sterker en heeft extra effecten op zijn aanvallen, zoals explosies en elementaire schade. Giga Bowser werd later Bowser's 'Final Smash' in alle volgende games, te beginnen met Super Smash Bros. Brawl, waarbij spelers hem konden besturen voor de duur van de Final Smash.
Tabuu is de antagonist van de verhaalmodus van Super Smash Bros. Brawl, The Subspace Emissary. Hij is een mensachtige verschijning samengesteld uit pure energie, met een enkel oogvormig object op de plaats waar de maag van een persoon zou zijn. Hij kan verschillende wapens toveren voor gebruik in de strijd, waaronder een rapier en een grote chakram. Tegen het einde van The Subspace Emissary wordt onthuld dat Tabuu de entiteit is die Master Hand controleerde en de echte antagonist achter de gebeurtenissen was in het verhaal.
The Subspace Emissary heeft ook andere eindbazen zoals Petey Piranha, Ridley, Meta Ridley, Porky en Rayquaza. Ridley werd uiteindelijk speelbaar in Super Smash Bros. Ultimate, met Meta Ridley als een alternatief kostuum voor hem, terwijl Petey Piranha het personage Piranha Plant zijn Final Smash werd. Er zijn drie originele eindbazen: Tabuu, de gigantische cyborg Galleom en de tweekoppige-robot Duon.
Super Smash Bros. Ultimate introduceert Galeem, een serafijnse dreiging die fungeert als de belangrijkste schurk van de verhaalmodus World of Light. Bekend als de "lord of light" en "the ultimate enemy", vernietigt Galeem de Smash Bros.-wereld, berooft alle vechters behalve Kirby van hun fysieke vormen, en is van plan een nieuwe wereld te creëren tot het punt dat er een leger, tot slaaf gemaakte geesten, van aangedreven marionetten ontstaat. Galeem wordt tegengewerkt door Dharkon, een eenogig wezen met veel tentakels. Beschreven als de "embodiment of chaos and darkness", probeert Dharkon Galeem te verslaan en de wereld in duisternis te verteren. Galeem en Dharkon worden geholpen door respectievelijk een zwerm Master Hand- en Crazy Hand-'poppen'. De modus bevat ook bazen Giga Bowser, Galleom, Ganon, Marx, Rathalos en Dracula, die ook verschijnen als laatste tegenstanders voor verschillende personages in de 'klassieke modus' van de game.
Andere bazen uit vertegenwoordigde franchises kunnen op bepaalde podia als gevaren verschijnen en de vechters in het midden van een gevecht aanvallen, zoals de Yellow Devil uit Mega Man en Metal Face uit Xenoblade Chronicles.

### Andere
In elk van de computerspellen is er een groep generieke vijandelijke personages gebaseerd op andere vechters die in grote groepen hebben gevochten in de singleplayer-campagnes van de games en de minigames "Multi-Man Smash". In de Japanse versies van de spellen worden deze personages het "Mysterious Small Fry Enemy Corps" (謎のザコ敵軍団) genoemd. In de Engelse gelokaliseerde versies van de spellen krijgen ze namen die hun fysieke vorm beschrijven. Deze omvatten het Fighting Polygon Team in het originele spel, de Fighting Wire Frames in Melee, het Fighting Alloy Team in Brawl en het Fighting Mii Team in 3DS & Wii U en Ultimate. Samen met Melee's Adventure Mode kwamen er kleine, generieke vijanden, zoals Goombas uit de Super Mario-serie en Octoroks uit The Legend of Zelda-serie. Deze trend zet zich voort in Super Smash Bros. Brawl, dat ook een assortiment originele personages bevat om te dienen als niet-speelbare generieke vijanden onder leiding van het Subspace-leger. Veel algemene vijanden uit verschillende games verschijnen als onderdeel van de "Smash Run"-modus in Super Smash Bros. voor 3DS en Wii U.
The Subspace Army zijn de antagonisten van Super Smash Bros. Brawl, verschijnen in The Subspace Emissary en worden geleid door de Ancient Minister. Hun doel is om de hele wereld stukje bij beetje in Subspace te trekken met behulp van apparaten die Subspace Bombs worden genoemd. De Sandbag verschijnt in de minigame "Home-Run Contest" van elke game, te beginnen met Super Smash Bros. Melee. Het doel is om in tien seconden zoveel mogelijk schade aan Sandbag aan te richten en hem vervolgens te raken met een honkbalknuppel of een vechtbeweging om hem zo ver mogelijk te lanceren om de beste afstand te krijgen. Sandbag verschijnt ook willekeurig als een item dat andere items laat vallen wanneer het wordt geraakt in verschillende andere modi in alle games vanaf Brawl en later.
Elke deel heeft een in-game omroeper die de namen van de vechters roept voor en na wedstrijden, evenals andere gameplay-elementen. De stem van de omroeper wordt ook gebruikt in veel van het promotiemateriaal voor de games. De rol werd vertolkt door Jeff Manning in het originele spel, Dean Harrington in Melee, Pat Cashman in Brawl, en Xander Mobus in 3DS & Wii U en Ultimate. De stemacteur van de omroeper vertolkt traditioneel ook Master Hand en Crazy Hand. Andere personages verschijnen in niet-interactieve vormen die de gameplay niet beïnvloeden, zoals verzameltrofeeën die hun gelijkenis weergeven of als toeschouwers die naar een gevecht op specifieke podia kijken.